# Egļukalns
Egļukalns är en kulle i Lettland. Den ligger i Augšdaugava kommun, i den sydöstra delen av landet, 180 km sydost om huvudstaden Riga. Toppen på Egļukalns är 220,6 meter över havet, vilket är den högsta punkten i höglandet Augšzeme.